# Лайош Батяни
Граф Лайош Батяни (на унгарски: Batthyány Lajos) е унгарски държавник, министър-председател в първите месеци на Революцията от 1848 – 1849 година.

## Биография
Лайош Батяни е издънка на стар и богат земевладелски род от Западна Унгария, която към годината на раждането му – 1806, е вече близо три века под австрийско владичество. Родовото му имение е в Икервар във Вашкия комитат.
Като много от връстниците си от унгарската аристокрация по онова време, Батяни постъпва още млад в имперската армия. Но още 21-годишен той се отказва от военното поприще. Завършва юридически науки в университет в Загреб и посещава редица западноевропейски страни. Тези пътувания оформят убеждението му, че абсолютистката феодална система в Австрийската империя трябва да бъде заменена с либерален политически режим и капиталистическо стопанство.
През 1830 година Батяни става член на горната камара на съсловния парламент, заседаващ в Пожон (днешна Братислава). През следващите години е един от лидерите на опозицията, апелираща за премахване на крепостното право, развитие на индустрията и политическо обособяване на унгарските земи от правителството във Виена. Междувременно, през 1843, Батяни оглавява картела на захарната индустрия. Разполага със значително богатство (след екзекутирането му австрийските власти конфискуват имущество за 4 милиона гулдена) и влияние, благодарение на което осигурява избирането на Лайош Кошут – бъдещия водач на революцията, в парламента през 1847 година.
През март 1848 година, когато революцията във Виена се пренася в Пеща и други унгарски градове, граф Батяни влиза в унгарската депутация, която пледира пред император Фердинанд за политически свободи. Императорът удовлетворява исканията на депутатите и назначава (на 17 март) Батяни за председател на първото унгарско парламентарно правителство. Под председателството на Батяни са прокарани редица аграрни, данъчни, административни и политически реформи. Политиката на разбирателство с виенския двор обаче се оказва невъзможна заради нежеланието на австрийците да признаят финансовия и военен суверенитет на Унгария и неотстъпчивостта на предвожданите от Кошут крайни националисти в унгарския парламент. В крайна сметка, Батяни не успява да овладее сръбските размирици във Войводина, нито да пресече въоръжаването на хърватите, които отказват да бъдат част от Унгарското кралство. Подава оставка в началото на октомври 1848, след като усилията му да предотврати конфликта с императора се изчерпват без резултат.
Батяни участва в бойните действия срещу войските на хърватския бан Йосип Йелачич, нахлули в Унгария. В една от битките през октомври 1848 е ранен. След отстъплението на унгарските войски, той прави още един опит за помирение с австрийците, отхвърлен от фелдмаршал Виндишгрец. През януари Виндишгрец влиза в Пеща. Батяни е арестуван и съден като бунтовник срещу законната власт. Първоначално е осъден на строг тъмничен затвор, но през септември генерал Юлиус Хайнау, който наследява Виндишгрец начело на австрийските окупационни войски, подновява делото му. Батяни е осъден на смърт и разстрелян на 6 октомври 1849 година.